# Sebastian Gatzka
Sebastian Gatzka (Alemania, 19 de mayo de 1982) es un atleta alemán especializado en la prueba de 400 m, en la que consiguió ser medallista de bronce europeo en pista cubierta en 2005.

## Carrera deportiva
En el Campeonato Europeo de Atletismo en Pista Cubierta de 2005 ganó la medalla de bronce en los 400 metros, con un tiempo de 46.88 segundos, tras el irlandés David Gillick y el español David Canal (plata con 46.64 segundos).